# Franz Joseph Roth
Franz Joseph Ferdinand Roth (* 29. Januar 1690 in Wien; † 7. März 1758 in Gelchsheim, Unterfranken) war ein Stuckateur und Baumeister des Deutschen Ordens während der Rokokozeit.

## Leben
Seine Eltern waren Mathia(s) und Margareta Roth aus der Wiener Pfarrei St. Michael. Als 25-Jähriger ist er im Deutschordensschloss Kapfenburg nachweisbar, wo er unter Komtur Karl Heinrich von Hornstein (1713–1718) beim Hohenlohebau und der Errichtung der Lorenzkapelle, gedacht als Grablege für von Hornstein, mitwirkte. Am 26. Mai 1716 heiratete er Anna Margaretha (* 5. April 1693), eine legitime Tochter des Mergentheimer Senators, Fuchsenwirts und Posthalters Martin Keßler. Aus der Ehe gingen zehn Kinder hervor, geboren in Mergentheim und in Ellingen. Darunter war auch der Sohn Johann Heinrich Roth. Das Mergentheimer Bürgerrecht erhielt Roth am 24. November 1721 und reichte kurz darauf das Gesuch ein, sich ein Haus zu erbauen, und zwar als „sein aigener Werkh- und Baumeister“ (zitiert nach Schlegel, S. 198). Er verfügte demnach nicht nur über Stuck-, sondern auch über Architektur-Kenntnisse, die er später noch mehrmals unter Beweis stellte.

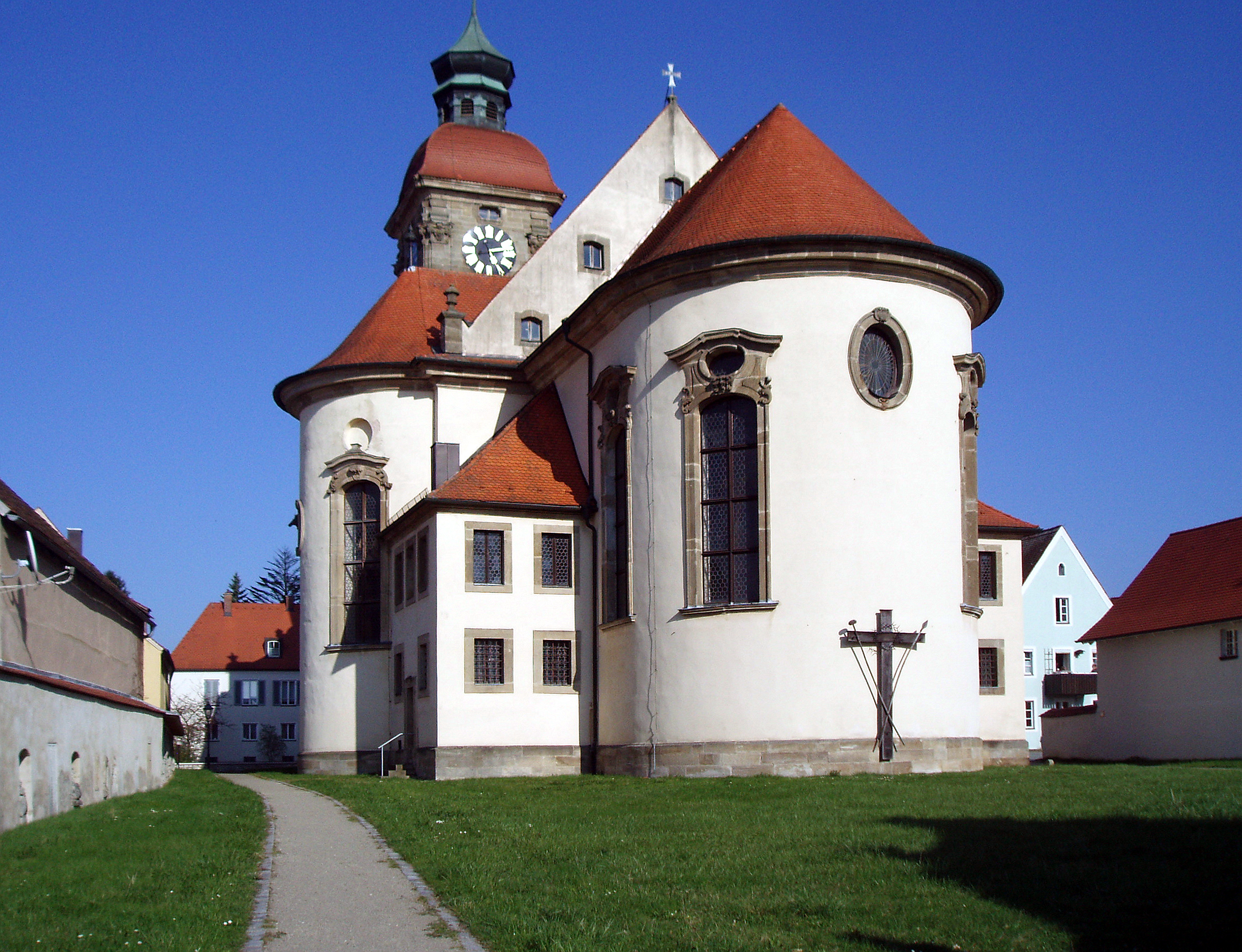
Ellingen, Stadtpfarrkirche St. Georg

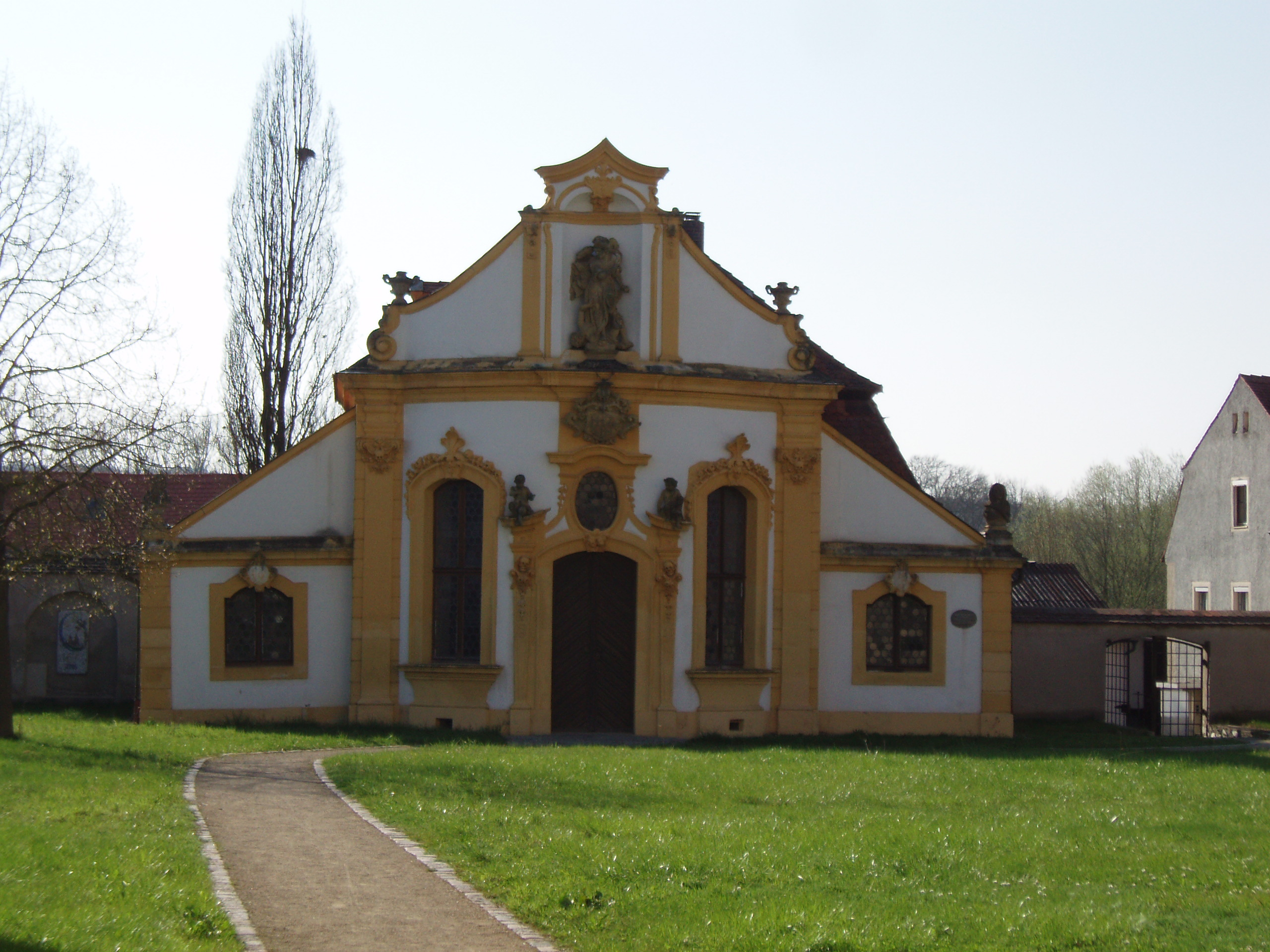
Ellingen, Gruftkapelle Maria Hilf

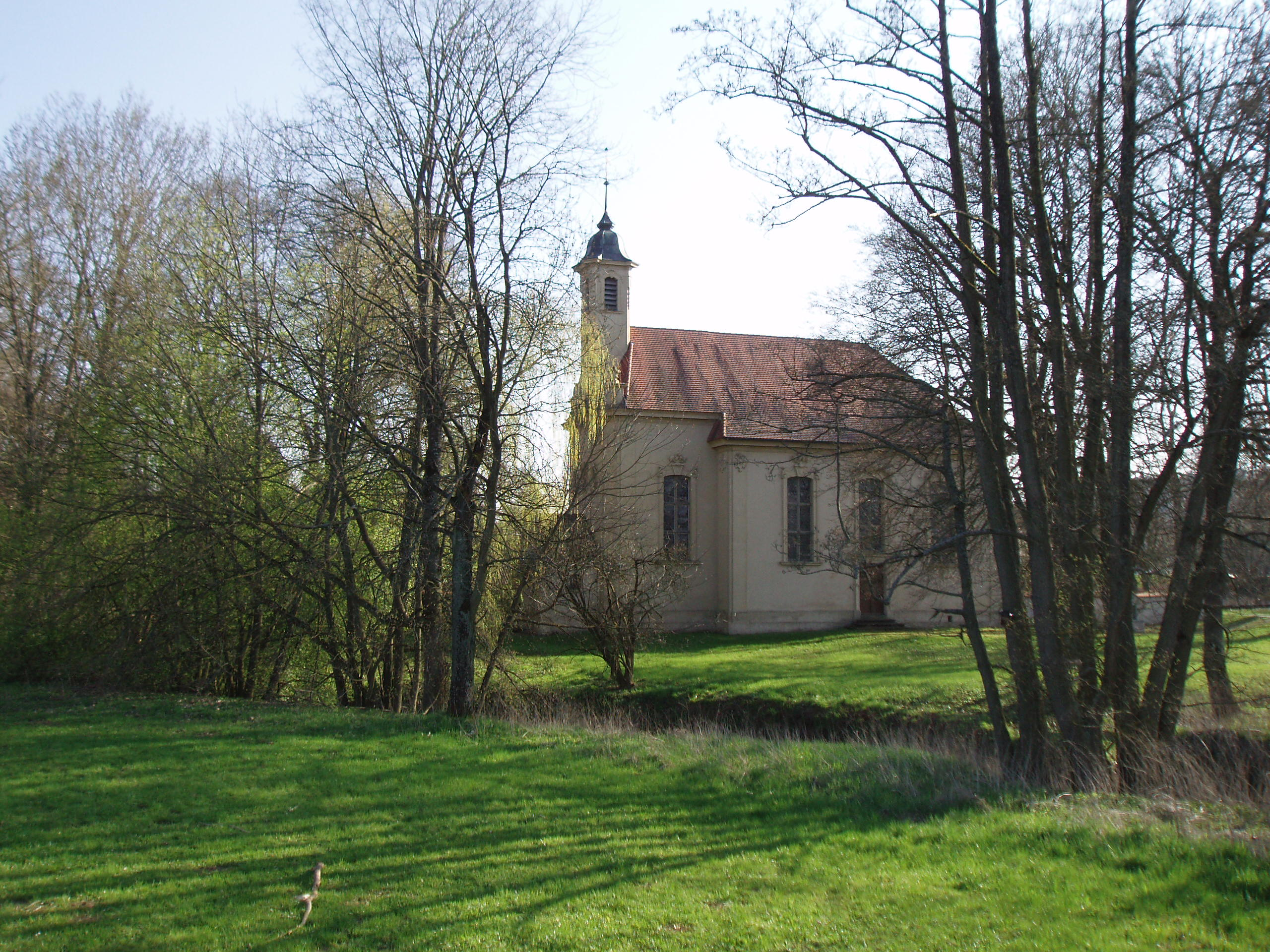
Ellingen, Maximilianskirche

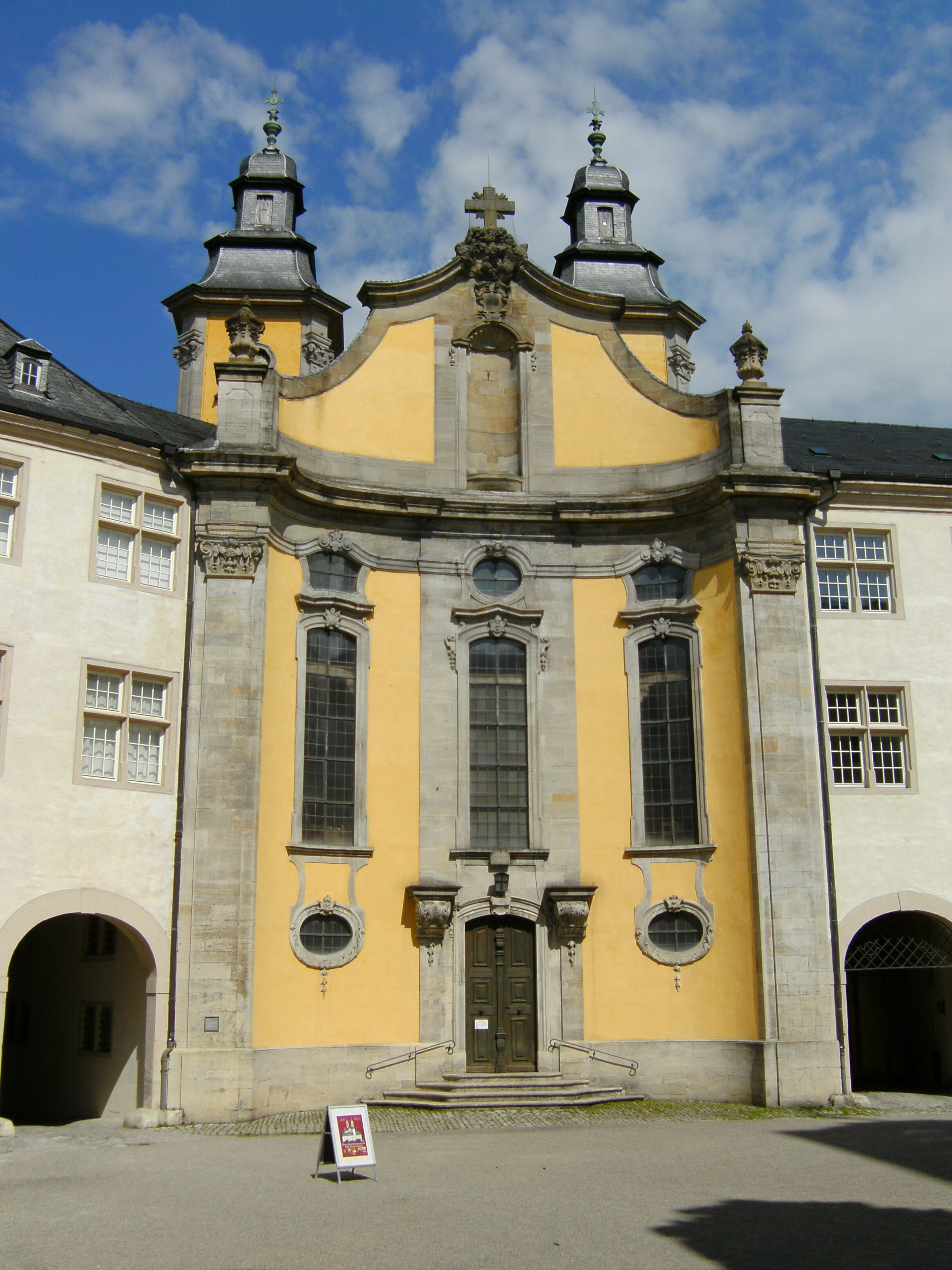
Bad Mergentheim, Fassade der Schlosskirche

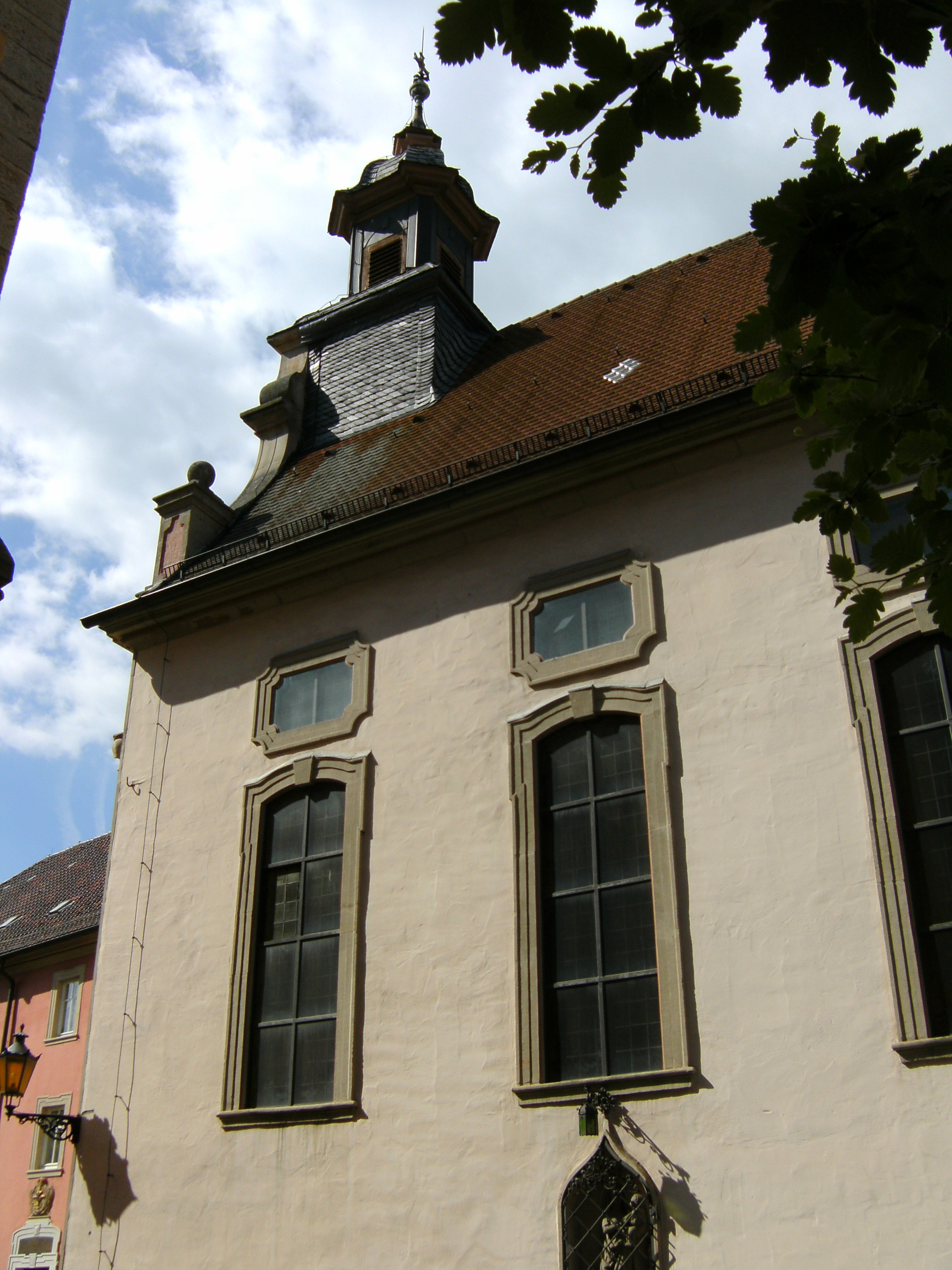
Bad Mergentheim, Spitalkapelle

Zum Fränkischen Landkomtur mit Sitz in Ellingen aufgestiegen, nahm von Hornstein Roth am 18. März 1719 unter Vertrag, um von ihm den Haupt- und Westflügel des Schlosses von Ellingen stuckieren zu lassen. Diese Arbeiten nahmen drei Jahre in Anspruch; eine letzte Zahlung an Roth erfolgte im November 1721.
Ab 1721 schuf Franz Joseph Roth die Stuckarbeiten in der Deutschordenskirche Heilbronn. Er schuf die vier großen Stuckfiguren der vier Kirchenväter Augustinus, Ambrosius, Gregor sowie Hieronymus. Dazu die beiden Hermen die die Kämpfer stützten, die den breiten segmentbogigen Gurt zwischen dem zweiten und dritten Joch im Langhaus trugen. Die beiden gewölbetragenden Hermen wurden erst bei den Umbaumaßnahmen in den 1960er Jahren entfernt.
1724 und später bezeichnete er sich als „Baudirector“. 1726 war er in Ellwangen am Schlossumbau beteiligt, wo ihn der Deutschordensbaumeister Franz Keller wie bereits 1721 im Ellinger Schloss das Treppenhaus und den Fürstensaal stuckieren ließ. Wieder in Ellingen, baute er bis circa 1730 die Pfarrkirche St. Georg, die Maximilianskirche, die Maria-Hilf-Kapelle als Grablege von Hornsteins und ein jüdisches Wohnhaus, das spätere Gasthaus „Zum römischen Kaiser“.
1732 übernahm er als Bauunternehmer mit Accord in der Deutschordens-Kommende Mainz die Innenausstattung des Hauptgebäudes und die Erbauung der Kapelle, die er unter Einsatz eigener Mittel weit kostbarer ausstattete, als im Accord vorgesehen. Dies führte zu seiner persönlichen Verschuldung. 1743 wurde sein Mergentheimer Haus versteigert; es kam in den Besitz hoher Beamter des Deutschen Ordens. Seine späteren Ellinger Arbeiten, der Rathausbau (1744–47) und die Instandsetzung der Ellinger Schlosskirche einschließlich der Errichtung eines neuen Kirchturms (1746–51), durfte er nicht mehr als Accord erledigen, sondern nur gegen einmalige Abfindungen von je 100 Dukaten, von denen ein Teil einbehalten wurde, um seine Gläubiger zu befriedigen. In dieser Zeit entstand nach seinen Plänen, die er aufgrund eines Gelübdes, das er als Kranker abgelegt hatte, kostenlos erstellte, auch die Wallfahrtsbasilika „Maria Brünnlein“ bei Wemding. In Ellingen durfte er 1753 noch einmal Stuckarbeiten ausführen, und zwar am Spital des Deutschen Ordens. Nach Auseinandersetzungen mit dem Orden – der von ihm im Herbst 1748 begonnene Bau des neuen Turms der Schlosskirche zeigte bereits im Herbst 1749 Risse – zog er sich ins unterfränkische Gelchsheim zurück, wo er als Witwer bei seiner dort verheirateten Tochter Maria Franziska Agricola (* 7. Mai 1720 in Ellingen) wohnte. Hier setzte er mit der Wallfahrtskirche „Zum gegeißelten Heiland“ seinen letzten Bauauftrag um, fertiggestellt 1754.
Vier Jahre später starb er als 68-Jähriger in Gelchsheim und wurde in der dortigen Pfarrkirche St. Ägidius beigesetzt. Im Sterberegister wird er nicht nur als Baudirektor, sondern auch als Rat des Bischofs von Köln bezeichnet; er hatte für das ab 1737 bei Sögel errichtete Jagdschloss Clemenswerth des Kölner Kurfürsten Clemens August I. von Bayern die Entwürfe für die Kapellenaltäre geliefert und zusammen mit dem Bonner Hofarchitekten Michael Leveilly die Innendekoration der Schlossanlage vorgenommen.
Franz Joseph Roth hatte einen Bruder namens Franz Ignaz Roth, der ebenfalls Maler sowie ein Lehrer von Johann Christoph Fesel war.

## Werke
- Schloss Kapfenburg, Mitwirkung am Hohenlohebau und an der Lorenzkapelle (ab 1715)
- Ellingen, Schlosskirche (Umbau; Stuckarbeiten wahrscheinlich von Roth; Hochaltar von Franz Xaver Feuchtmayer nach Roth’schem Entwurf; 1717/18)
- Ellingen, Schloss (Stuckarbeiten in 16 Zimmern, 6 Kabinetten und im Treppenhaus; zusammen mit seinem Gehilfen Leonhard Wex; 1719–1721)
- Heilbronn, Deutschordenskirche (Stuckarbeiten; 1721)
- Ellwangen, Schloss (Stuck des Treppenhauses und des Fürstensaals; 1726)
- Ellingen, Wohnhaus (ab 1776 Gasthof Zum römischen Kaiser) der jüdischen Familie Amson, (barocker Betsaal, wohl nach Plänen von Roth; 1725–1730)
- Kloster Bronnbach an der Tauber, Josephssaal (= Refektorium) (Stuck; 1724–1726)
- Reimlingen, Katholische Pfarrkirche St. Georg (1729/30)
- Ellingen, katholische Stadtpfarrkirche St. Georg (Bau und Stuck; 1729–1731; Stuck 1985–1991 rekonstruiert)
- (Bad) Mergentheim, Schlosskirche (seit 1817 evangelische Stadtkirche) (Bauplan, Bauleitung und Stuck; 1730–1736)
- Ellingen, von Hornsteinsche Gruftkapelle Maria-Hilf-Kapelle (Bauleitung, vermutlich auch Stuckanfertigung; 1731)
- Nürnberg, Deutschordenskommende (diverse Zeichnungen von Bauvorhaben, die so nicht zur Ausführung gelangten; 173217–34)
- Mainz, Deutschhaus (heute Sitz des Rheinland-Pfälzischen Landtags) (Weiterbau mit Veränderungen durch Roth; Stuck des Hauptgebäudes; Kapellenbau; 1732/33)
- Ellingen, Maxkirche (Bau; 1733/34) (Roth zugeschrieben)
- Ellingen, Gasthof zur Krone (laut Fassaden-Chronogramm von 1734)
- (Bad) Mergentheim, Schlossumbau (Stuck); Sala terrena (Bauleitung; 1735–1738)
- Jagdschloss Clemenswerth (Innendekoration, Altäre; ab 1737)
- Ellingen, Orangerie, um 1740
- (Bad) Mergentheim, Spitalkapelle (Bau; 1740–1741)
- (Bad) Mergentheim, Haus des Ordenskanzlers Josef Michael Tautphoeus (Bau; 1742)
- Ellingen, Rathaus (ursprünglich Obergerichtsverwalterei) (Plan; Bau 1744–1747)
- Wallfahrtsbasilika „Maria Brünnlein“ bei Wemding (Bau; 1748–1753)
- Ellingen, Schloss, Reitschule (nach Plänen Roths 1749)
- Ellingen, Schlosskirche, Kirchturmbau (Baubeginn unter Roth 1748; 1751 Vollendung durch Matthias Binder nach neuen und eigenen Rissen)
- (Bad) Mergentheim, Schloss, Marstall (nicht zur Ausführung gelangter Plan Roths; um 1750)
- Ellingen, Spitalkirche (Stuck; 1753)
- Gelchsheim, Wallfahrtskirche „Zum gegeißelten Heiland“ (heute Kapelle St. Johannes Nepomuk) (Fertigstellung 1754)